# Den förlorade sonen (film, 1995, A Father for Charlie)
Den förlorade sonen är en amerikansk film från 1995 i regi av Jeff Bleckner. 

## Rollista
- Louis Gossett Jr. - Walter Osgood
- Joseph Mazzello - Charlie
- James Greene - Sam
- Don Swayze - Reuben Cantwell
- David Hart - Woodrow
- William Lucking - Argus
- Jack Kehler
- Mark Cabus
- Patrick Labyorteaux
- William Fichtner - Sheriff
- Evan Rachel Wood - Tessa
- John Bellucci - brodern Joe Fleetwood
- Courtenay McWhitney - Fru Watson
- Chuck Butto - Ranse Mooney
- Steve Whittaker - bonde
- Mark Phelan - man på auktion
- Michael J. Shea - man vid brand